# 1984 en combiné nordique
| Années du combiné nordique : 1981 - 1982 - 1983 - 1984 - 1985 - 1986 - 1987    |
| Décennies du combiné nordique : 1950 - 1960 - 1970 - 1980 - 1990 - 2000 - 2010 |

Cette page reprend les résultats de combiné nordique de l'année 1984, qui fut l'année de la première Coupe du monde.

## Coupe du monde
La Coupe du monde fut remportée par le Norvégien Tom Sandberg, qui remporte donc le premier globe de cristal du combiné.
L'Allemand de l'Est Uwe Dotzauer est deuxième du classement général, devant le Norvégien Geir Andersen.

### Coupe de la Forêt-noire
La coupe de la Forêt-noire 1984 fut l'une des épreuves de la toute nouvelle Coupe du monde. Elle remportée par l'Allemand de l'Ouest Thomas Müller.

### Jeux du ski de Suède
L'épreuve de combiné des Jeux du ski de Suède 1984 fut l'une des épreuves de la Coupe du monde nouvellement créée. Elle fut remportée par le coureur finlandais Rauno Miettinen. Il s'impose devant les Norvégiens Tom Sandberg & Geir Andersen.

### Jeux du ski de Lahti
L'épreuve de combiné des Jeux du ski de Lahti 1984, qui était l'une des épreuves de la Coupe du monde, fut remportée par un coureur Ouest-Allemand, Thomas Müller. Il s'impose devant l'Allemand de l'Est Uwe Dotzauer et le Norvégien Geir Andersen.

### Festival de ski d'Holmenkollen
L'épreuve de combiné de l'édition 1984 du festival de ski d'Holmenkollen compta pour la Coupe du monde de la spécialité. Elle fut remportée par le Norvégien Espen Andersen devant ses compatriotes Tom Sandberg et Geir Andersen.

## Jeux olympiques
Les Jeux olympiques d'hiver eurent lieu à Sarajevo, en Yougoslavie. L'épreuve de combiné fut remportée par le Norvégien Tom Sandberg. Il s'impose devant deux Finlandais : Jouko Karjalainen est deuxième devant Jukka Ylipulli.

## Championnat du monde
Le championnat du monde eut lieu à Rovaniemi, en Finlande. L'épreuve par équipes de combiné fut remportée par l'équipe de Norvège (Espen Andersen, Hallstein Bøgseth et Tom Sandberg). Elle devance l'équipe de Finlande (Rauno Miettinen, Jukka Ylipulli & Jouko Karjalainen). L'équipe soviétique (Alexander Proswirnin, Alexander Majorow & Ildar Garifullin) est troisième.

## Championnat du monde juniors
Le Championnat du monde juniors 1984 a eu lieu à Trondheim, en Norvège. L'épreuve individuelle a été remportée par le Norvégien Geir Andersen devant son compatriote John Riiber. L'Autrichien Klaus Sulzenbacher est troisième.
L'épreuve par équipes a vu la victoire de l'équipe d'Allemagne de l'Est (Wagler, Heiko Hunger & Silvio Memm) devant celle de Norvège (Selbekk, John Riiber & Trond-Arne Bredesen). L'équipe soviétique (Terentjev, Allar Levandi & Sergueï Savialov) est troisième.

## Championnats nationaux

### Championnats d'Allemagne
Les résultats du Championnat d'Allemagne de l'Ouest de combiné nordique 1984 manquent.
À l'Est, l'épreuve du championnat d'Allemagne de combiné nordique 1984 fut remportée par Günter Schmieder, qui retrouvait là son titre conquis en 1981 et perdu l'année suivante (il avait terminé troisième du Championnat 1982). Il s'impose devant Andreas Langer et Uwe Dotzauer, le champion sortant.

### Championnat d'Estonie
Le Championnat d'Estonie 1984 s'est déroulé à Otepää. Il fut remporté par Mihkel Mürk devant Margus Kangur et Tõnu Kroon.

### Championnat des États-Unis
Le championnat des États-Unis 1984 s'est tenu à Lake Placid, dans l'État de New York. Il a été remporté par le champion 1982, Pat Ahern.

### Championnat de Finlande
Les résultats du championnat de Finlande 1984 manquent.

### Championnat de France
Les résultats du championnat de France 1984 sont incomplets. Éric Lazzaroni
a remporté le titre devant Robert Lazzaroni.

### Championnat d'Islande
Le championnat d'Islande 1984 fut remporté par Þorvaldur Jónsson, comme les deux années précédentes.

### Championnat d'Italie
Le podium du championnat d'Italie 1984 est en tous points identique à celui de l'année précédente : il fut remporté par Giampaolo Mosele devant Francesco Benetti ; Stefano Lunardi est troisième.

### Championnat de Norvège
Le championnat de Norvège 1984 se déroula à Kongsberg et Hof, sur le Hannibalbakken. Le vainqueur de l'épreuve individuelle fut le double champion en titre, Tom Sandberg. Il s'impose devant Geir Andersen, deuxième, et Hallstein Bøgseth.
L'épreuve par équipes a vu la victoire de l'équipe du Comté de Nord-Trøndelag, composée de Bjørn Bruvoll, Per Morten Dahl et Hallstein Bøgseth.

### Championnat de Pologne
Le championnat de Pologne 1984 fut remporté, comme l'année précédente, par Stanisław Kawulok, du club Olimpia Goleszów.

### Championnat de Suède
Comme l'année précédente, le championnat de Suède 1984 a distingué Göran Andersson, du club Sysslebäcks BK. Le titre du club champion ne fut pas décerné.

### Championnat de Suisse
Les résultats du Championnat de Suisse 1984 manquent.